# Kaliszkowice Kaliskie (gromada)
Kaliszkowice Kaliskie – dawna gromada, czyli najmniejsza jednostka podziału terytorialnego Polskiej Rzeczypospolitej Ludowej w latach 1954–1972.
Gromady, z gromadzkimi radami narodowymi (GRN) jako organami władzy najniższego stopnia na wsi, funkcjonowały od reformy reorganizującej administrację wiejską przeprowadzonej jesienią 1954 do momentu ich zniesienia z dniem 1 stycznia 1973, tym samym wypierając organizację gminną w latach 1954–1972.
Gromadę Kaliszkowice Kaliskie z siedzibą GRN w Kaliszkowicach Kaliskich utworzono – jako jedną z 8759 gromad na obszarze Polski – w powiecie kępińskim w woj. poznańskim, na mocy uchwały nr 23/54 WRN w Poznaniu z dnia 5 października 1954. W skład jednostki weszły miejscowości: Kaliszkowice Kaliskie, Dąbrówka, Rekińce i Westrza z dotychczasowej gromady Kaliszkowice Kaliskie, miejscowości Przedborów, Drożdżyny, Wanda (nadleśnictwo) i Wanda (leśniczówka) z dotychczasowej gromady Przedborów oraz miejscowość Huby Małe z dotychczasowej gromady Chlewo – ze zniesionej gminy Grabów n/Prosną w tymże powiecie.
13 listopada 1954 (z mocą obowiązującą od 1 października 1954) gromada weszła w skład nowo utworzonego powiatu ostrzeszowskiego w tymże województwie, gdzie ustalono dla niej 12 członków gromadzkiej rady narodowej.
1 stycznia 1962 z gromady Kaliszkowice Kaliskie wyłączono miejscowość Huby Małe, włączając ją do gromady Bukownica w tymże powiecie, po czym gromadę Kaliszkowice Kaliskie zniesiono, a jej (pozostały) obszar włączono do gromady Mikstat tamże.